# Kellanvirta
Kellanvirta är en sjö i kommunen Konnevesi i landskapet Mellersta Finland i Finland. Sjön ligger 94,3 meter över havet. Arean är 74 hektar och strandlinjen är 6,55 kilometer lång. Sjön  ingår i Kymmene älvs huvudavrinningsområde.   Den ligger omkring 50 kilometer nordöst om Jyväskylä och omkring 280 kilometer norr om Helsingfors. 
I sjön finns ön Taikinaissaari. Nordöst om Kellanvirta ligger Siikakoski. 